# Vis (motorfiets)
Vis is een historisch merk van motorfietsen.
De bedrijfsnaam was Vis-AG, Fahrzeug- & Motorenbau, München (1923-1925).
Vis was een Duits merk dat interessante tweetakten met 249cc-eencilindermotoren en 498cc-tweetakt-boxermotoren maakte. Men leverde de motorfietsen als "Vis-Simplex" en "Vis-Duplex", waarbij de Duplex-modellen waarschijnlijk de boxermotoren hadden. Daarnaast bouwde men de eencilinder tweetakten ook onder de merknaam "Frimo".
In 1925 verdwenen ruim 150 kleine Duitse motorfietsmerken van het toneel. Dat waren in de meeste gevallen bedrijven die goedkopere inbouwmotoren van andere merken gebruikten, maar Vis-modellen waren waarschijnlijk duurder door de meer gecompliceerde motoren en kleinere verkoopaantallen. De zwaardere modellen moesten bovendien concurreren met grotere merken als BMW, DKW en Zündapp.